# Bertha von Holland

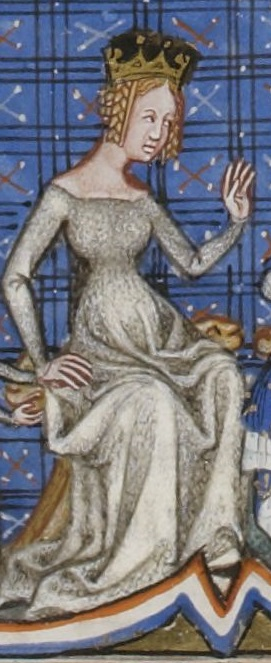
Bertha von Holland, Ausschnitt aus einer Miniatur aus den Grandes Chroniques de France

Bertha von Holland (französisch Berthe de Hollande; * um 1055; † 15. Oktober 1094 in Montreuil), auch Bertha von Friesland und fälschlicherweise auch Bertrada genannt, war durch ihre Heirat mit dem französischen König Philipp I. von 1071 oder 1072 bis 1092 Königin von Frankreich. Die Verbindung beruhte auf rein politischen Erwägungen, und nach rund 20 Jahren Ehejahren sowie mehreren Kindern wurde Bertha von ihrem Mann verstoßen.

## Familie
Bertha war die älteste Tochter und das vierte Kind des Grafen Florens I. von Holland und seiner Frau Gertrude von Sachsen. Über ihre Mutter, eine Tochter Bernhards II., Herzog in Sachsen, gehörte sie zum reichen und mächtigen Geschlecht der Billunger. Ihr Vater wurde wahrscheinlich auf Veranlassung Wilhelms I., des Bischofs von Utrecht, im Juni 1061 ermordet. Bertas Mutter stand plötzlich als Witwe allein mit drei kleinen Kindern da und verheiratete sich im Jahr 1063 ein zweites Mal. Bräutigam war Robert der Friese, Sohn des Grafen Balduin V. von Flandern. Bertha wuchs deshalb unter der Vormundschaft ihres Stiefvaters auf. Ihr Schicksal war eng mit dem seinen verknüpft. Als Robert trotz zuvor anderslautender Versprechungen nach dem Tod seines älteren Bruders Balduin VI. von Flandern im Jahr 1070 Anspruch auf die Grafschaft Flandern erhob, kam es zu Auseinandersetzungen mit Balduins noch unmündigem Sohn Arnulf III., für den seine Mutter Richilde die Regentschaft führte. Berthas Stiefvater siegte im Februar 1071 in der Schlacht von Cassel, während der Arnulf III. getötet wurde, und konnte sich damit die Nachfolge in Flandern sichern. Durch sein Vorgehen kam Robert aber in Konflikt mit dem französischen König Philipp I., der Richildes und Arnulfs Seite militärisch unterstützt hatte. Eine Hochzeit sollte die Beziehungen zwischen Flandern und Frankreich wieder verbessern, jedoch waren Roberts leibliche Töchter noch zu jung für eine Vermählung, und so arrangierte Berthas Stiefvater als Unterpfand der Versöhnung für sie eine Ehe mit dem französischen König. Die Hochzeit fand wohl im Jahr 1071 vor dem 23. Oktober statt. Bertha war zu jener Zeit etwa 16 Jahre alt, ihr Bräutigam etwa 19. Ihre Verbindung besiegelte zugleich eine französisch-flandrische Allianz gegen die Normandie, die unter der Herrschaft Wilhelms des Eroberers zu einer Bedrohung geworden war.
Die Ehe der beiden blieb lange Zeit kinderlos, bis um 1078 Bertha ihre Tochter Konstanze zur Welt brachte. Es dauerte aber noch drei weitere Jahre, ehe dem Königspaar mit seinem Sohn Ludwig der lang ersehnte Thronfolger geschenkt wurde. Ein weiterer Sohn namens Heinrich starb wohl schon im Kindesalter.
Bertha blieb während ihrer Ehe meist im Hintergrund und war an den Regierungsgeschäften anscheinend kaum beteiligt. Über sie ist nur wenig in zeitgenössischen Quellen zu finden. Während ihr Mann oft auf Kriegszügen gegen englische Truppen unterwegs war, blieb sie meist in Paris. Nur zu einer Gelegenheit trat sie politisch in Erscheinung: bei der Ernennung des Abts von Saint-Médard in Soissons, von der die Vita sancti Arnulfi, die Lebensbeschreibung des Heiligen Arnulf von Soissons, berichtet. Nach dem Tod des Abts Rainald um 1075/76 gelang es einem Pontius durch Simonie von König Philipp I. als dessen Nachfolger eingesetzt zu werden. Da sich Pontius aber am Klosterbesitz bereicherte, musste er das Amt abgeben. Die Mönche wählten Arnulf von Oudenburg zu seinem Nachfolger. Laut der erst zwischen 1095 und 1108 niedergeschriebenen Vita sancti Arnulfi soll dann ein heuchlerischer Mönch namens Odo einen Konflikt zwischen Arnulf und dem König geschürt haben, an dessen Ende auch Arnulf das Kloster verlassen musste. Um zu verhindern, dass sein Vorgänger Pontius wieder als Abt ins Kloster zurückkehrt, sorgte er dafür, dass die Mönche einen gewissen Gerald zu seinem Nachfolger wählten. Dies rief den heftigen Widerstand Berthas hervor, die vehement die Wiedereinsetzung Pontius' betrieb. Arnulf soll ihr daraufhin einen Tod als Verachtete und Ausgestoßene prophezeit haben, sollte Bertha weiterhin kirchliche Gesetze missachten. Doch die Königin blieb unerbittlich und konnte schließlich ihren Kandidaten als Abt durchsetzen. Es ist denkbar, dass die Gründe für Berthas Opposition zu Arnulf in innerflandrischen Konflikten zu suchen sind, denn seine Familie, die von Oudenburg, hatte im Nachfolgekonflikt 1070/71 Richilde von Hennegau und ihren Sohn gegen Berthas Stiefvater unterstützt. Der Autor der Vita sancti Arnulfi verwendete zwar durchgehend den Namen Bertrada, um die Königin zu benennen, doch ist aufgrund der zeitlichen Einordnung der Ereignisse klar, dass damit Bertha von Holland gemeint ist.
Nach 20 Jahren Ehe verstieß König Philipp I. seine erste Frau 1092 unter dem Vorwand, dass Bertha und er zu nahe verwandt seien, was ihm zuvor nicht bekannt gewesen sei. Nach Wilhelm von Malmesbury sei dies aber geschehen, weil Bertha zu dick geworden war (quad illa praepinguis corpulentiae esset, a lecto removit). Ordericus Vitalis und Suger von Saint-Denis berichten hingegen davon, dass sich Philipp sich schlicht in Bertrada von Montfort, die Ehefrau des Grafen Fulko IV. von Anjou, verliebt hatte, und deshalb Bertha von Holland verstieß. Ebenso ist es aber möglich, dass Philipps Vorgehen einfach nur aus dynastischen Interessen resultierte, denn da Bertha ihm nur einen Sohn geboren hatte, war die Thronfolge keinesfalls vollkommen gesichert. Bertha zog sich auf die Burg in ihrem Wittum Montreuil-sur-Mer zurück, das sie als Hochzeitsgeschenk erhalten hatte. Dort starb sie nur zwei Jahre später am 15. Oktober 1094. Ihr Begräbnisort ist unbekannt. Wahrscheinlich ist er in Montreuil, zumindest aber im Ponthieu zu suchen.

## Nachkommen
Bertha und Philipp hatten drei gemeinsame Kinder:
- Konstanze (* wohl 1078; † zwischen 1124 und Januar 1126), ⚭ (1) zwischen 1093 und 1095 Hugo I. Graf von Troyes, ⚭ (2) 25./26. Mai 1106 Bohemund I. Fürst von Antiochia
- Ludwig VI. (* Herbst 1081; † 1. August 1137)
- Heinrich (* wohl 1083; † jung)

Einige Autoren führen noch zwei weitere Kinder an, ohne jedoch die Quellen dafür zu nennen:
- Karl (* wohl 1085; † jung)
- Odo (* wohl 1087; † 1096)